# Pagafantas
Pagafantas es una película española de comedia del 2009 dirigida por Borja Cobeaga y protagonizada por Gorka Otxoa y Sabrina Garciarena. Rodada en Bilbao, la película se estrenó el 24 de abril de 2009 en el Festival de Málaga (donde ganó dos premios a mejor guion novel y el premio de la crítica) y en cines, el 3 de julio del mismo año. Narra la historia de Chema, un chico tímido y con poco éxito en la vida que conoce a Claudia y se enamora de ella.  

## Sinopsis
Chema (Gorka Otxoa) es un vil pagafantas que decide dejar a su novia de toda la vida porque "aspira a algo mejor". Sin embargo, no conoce a ninguna chica para su propósito. Una noche conoce a Claudia (Sabrina Garciarena), una argentina de la que acaba prendándose, pero la cual no tiene papeles de residencia. Siguiendo los consejos de su tío Jaime (Óscar Ladoire), otro fracasado en el amor, hará lo posible por conquistarla, llegando incluso a mentir sobre su vida. Sin embargo, ella le ve como un simple amigo y aprovecha en su propio beneficio el amor que Chema le profesa. La cosa se complica con la llegada del novio de Claudia, Sebastián (Michel Brown).

## Reparto
- Gorka Otxoa: Chema
- Sabrina Garciarena: Claudia
- Julián López: Rubén
- Kiti Mánver: Gloria
- Óscar Ladoire: Tío Jaime
- María Asquerino: Señora Begoña
- Michel Brown: Sebastián
- Teresa Hurtado de Ory: Chica discoteca
- Bárbara Santa-Cruz: Elisa
- Ernesto Sevilla: Óscar, primo 1
- Mauro Muñiz de Urquiza: Iñaki
- Maribel Salas: Sara
- Santi Ugalde: Operario limpieza
- Alfonso Torregrosa: Comisario

## Premios
| Año  | Premio                                              | Categoría                        | Candidato                      | Resultado |
| ---- | --------------------------------------------------- | -------------------------------- | ------------------------------ | --------- |
| 2009 | Festival de Málaga                                  | Premio de la crítica             | Pagafantas                     | Ganador   |
| 2009 | Festival de Málaga                                  | Mejor guionista novel            | Borja Cobeaga y Diego San José | Ganador   |
| 2009 | Premios Sant Jordi                                  | Mejor actor en película española | Óscar Ladoire                  | Ganador   |
| 2009 | Premios Sant Jordi                                  | Mejor ópera prima                | Pagafantas                     | Ganadora  |
| 2010 | Medallas del Círculo de Escritores Cinematográficos | Mejor actriz secundaria          | Kiti Mánver                    | Ganadora  |
| 2010 | Medallas del Círculo de Escritores Cinematográficos | Mejor guion original             | Borja Cobeaga y Diego San José | Nominados |
| 2010 | Medallas del Círculo de Escritores Cinematográficos | Premio revelación                | Borja Cobeaga                  | Nominado  |
| 2010 | Premios Goya                                        | Mejor dirección novel            | Borja Cobeaga                  | Nominado  |
| 2010 | Premios Goya                                        | Mejor actor revelación           | Gorka Otxoa                    | Nominado  |